# 中亚拉拉藤
中亚拉拉藤（学名：Galium turkestanicum）为茜草科拉拉藤属下的一个种。

## 扩展阅读
- 維基物種上的相關：中亚拉拉藤